# Villa Corsini a Castello
La villa Corsini Castello est une villa suburbaine près de Florence, en Italie.

## Histoire
L'origine de l'édifice remonte au XVe siècle, quand il était un manoir rural pour les Strozzi. Plus tard, il a été possédé par la famille Rinieri, et au cours du XVIe siècle, Niccolò Tribolo a  conçu ici son premier jardin, avant celui de Boboli. 

En 1697, la famille Corsini a acheté la villa d'une autre famille, et la propriété a subi une rénovation complète dans un sobre style baroque, conçu par Giovan Battista Foggini. Dans les années 1950, elle a été acquise par l'État italien, et maintenant abrite une section distincte du musée archéologique national de Florence.

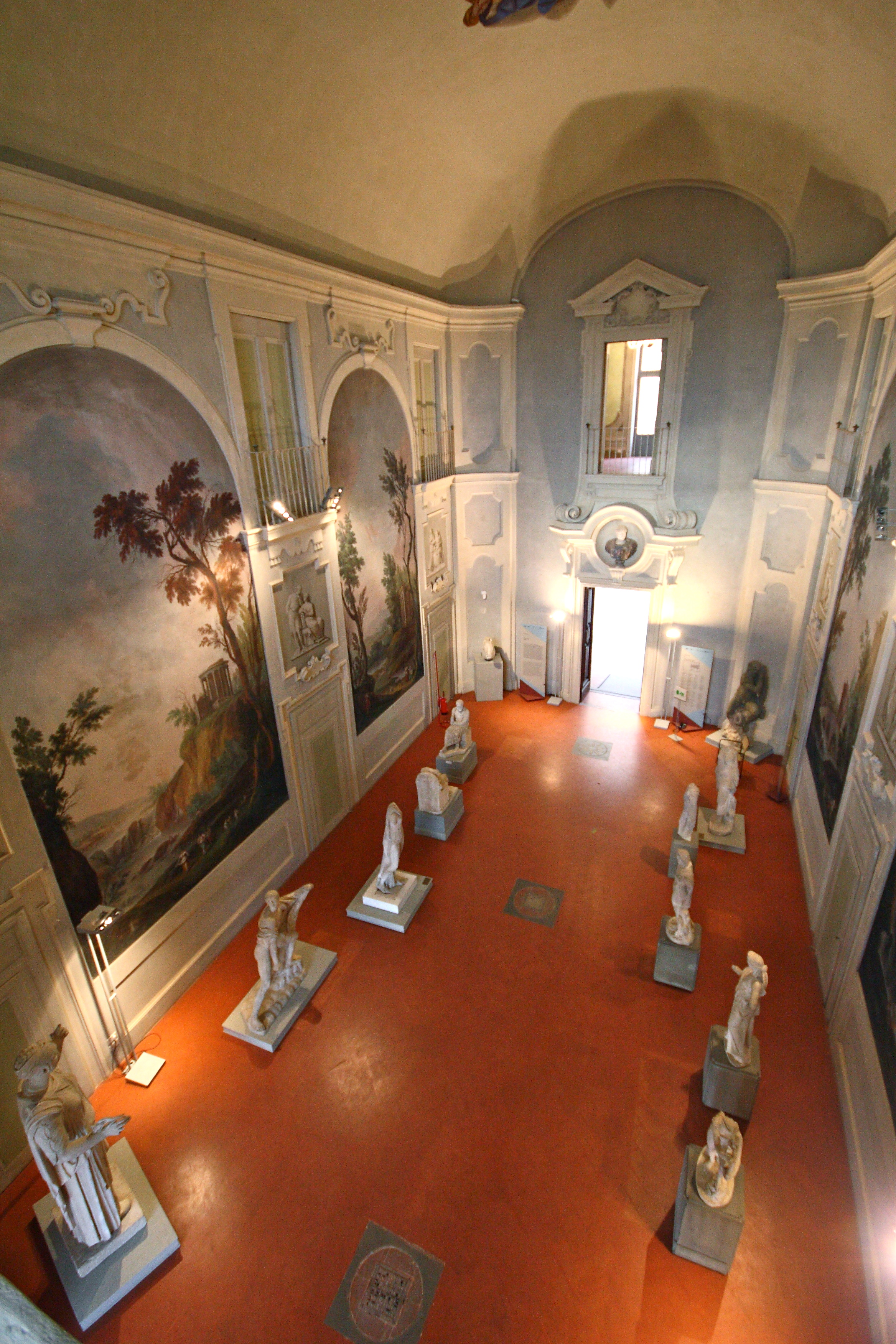
Intérieur
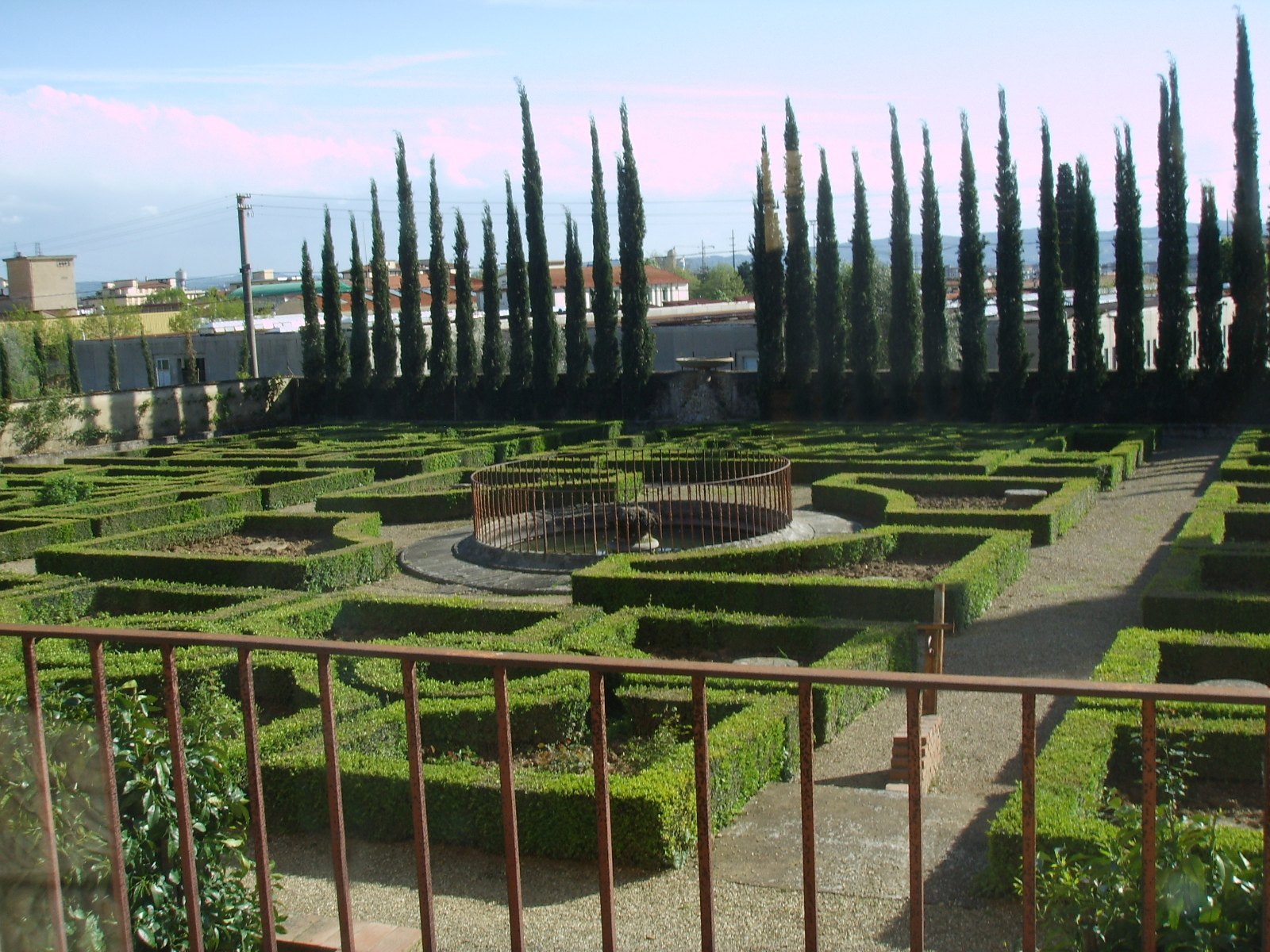
Jardins
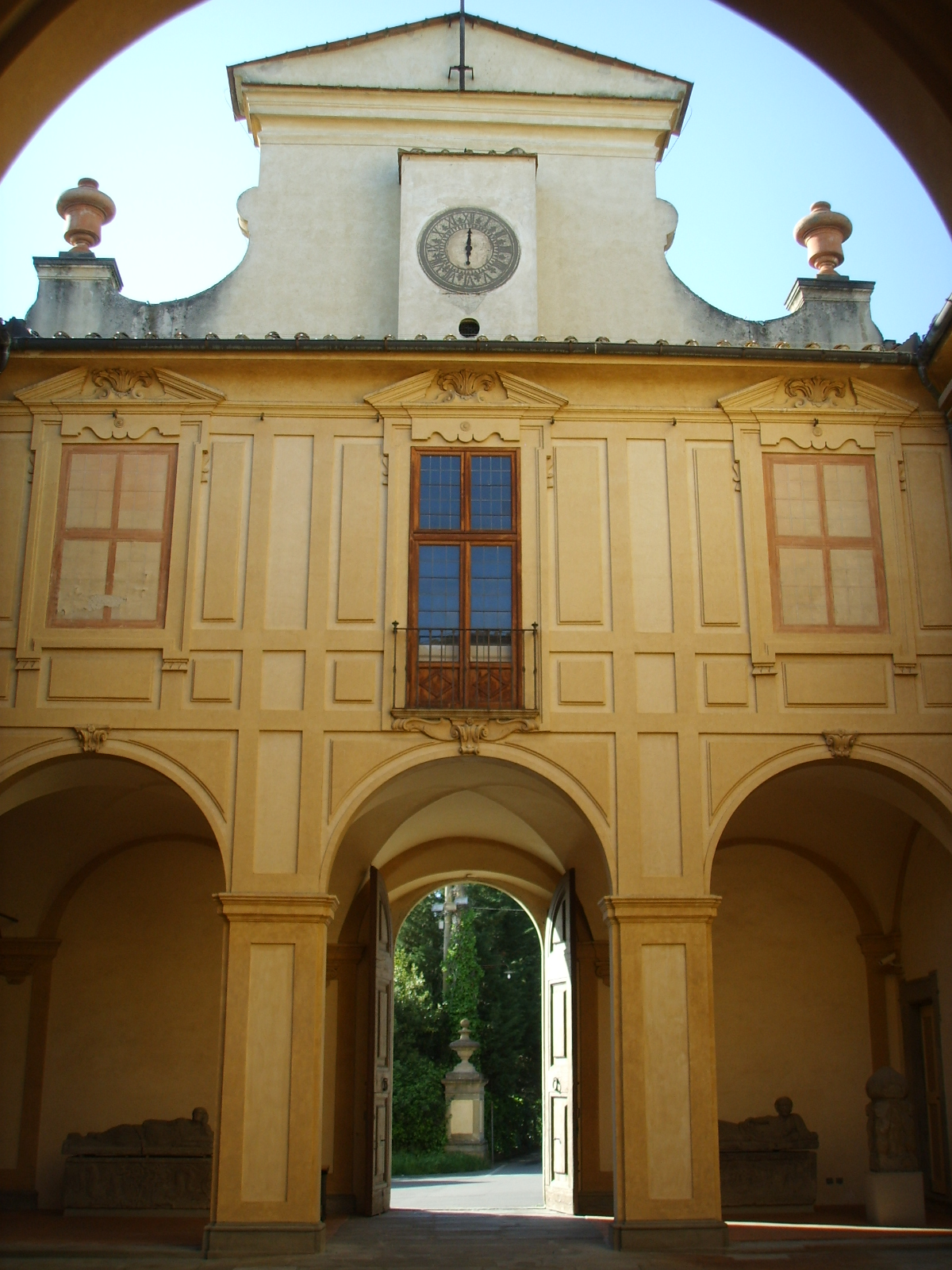
Façade arrière sur cour